# آن هوراك غالاغير
آن هوراك غالاغير (بالإنجليزية: Anne Horak Gallagher)‏ هي ممثلة أمريكية، ولدت في 5 مايو 1984.

## وصلات خارجية
- آن هوراك غالاغير على موقع IMDb (الإنجليزية)
- آن هوراك غالاغير على موقع قاعدة بيانات برودواي على الإنترنت (الإنجليزية)
- آن هوراك غالاغير على موقع قاعدة بيانات الفيلم (الإنجليزية)